# Infrarrojo cercano
El infrarrojo cercano es la región de longitud de onda más corta del espectro infrarrojo, situada entre la luz visible y el infrarrojo medio, aproximadamente entre 800 y 2.500 nanómetros, aunque no hay una definición universalmente aceptada.
En astronomía, la espectroscopía en infrarrojo cercano se utiliza para estudiar las atmósferas de estrellas frías. En este rango pueden observarse líneas de transiciones rotacionales y vibracionales de moléculas como el óxido de titanio, cianógeno y monóxido de carbono, que dan información sobre el tipo espectral de la estrella. 
También se utiliza para estudiar moléculas en otros objetos astronómicos, como las nubes moleculares.
- Datos: Q5666926